# Ifianasa

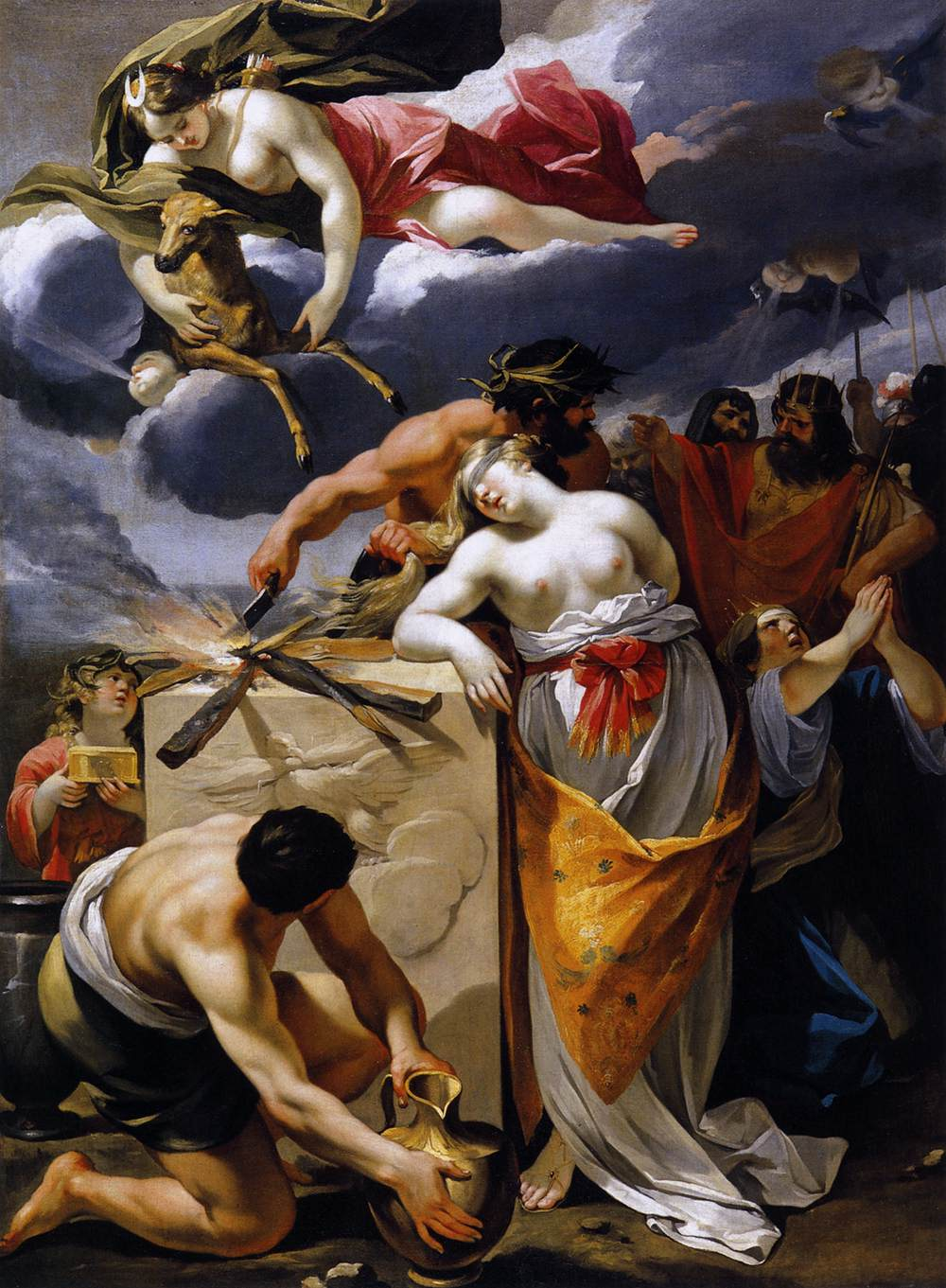
Sacrificio de Ifigenia.

En la mitología griega, Ifianasa ( Ίφιάνασσα / Iphianassa) es un personaje controvertido y poco conocido: una hija de Agamenón y Clitemnestra, personaje considerado en ocasiones idéntico al de Ifigenia.
En las obras conservadas de Sófocles, Esquilo y Eurípides sobre la historia de Orestes y Electra, Ifianasa no aparece como personaje, lo que resulta consistente con la teoría de que Ifigenia y ella son la misma persona. Por otra parte, Sófocles la nombra, y apunta que vive en el palacio de Egisto y Clitemnestra, junto con Electra y Crisótemis.
Lucrecio dice en su obra De la naturaleza de las cosas que Ifianasa fue sacrificada por su padre en el altar de Diana (Artemisa) en Áulide como ofrenda para asegurar el éxito del viaje. Lucrecio cita ese episodio para plantear que: 

"En estas cuestiones temo lo siguiente: que acaso creas que te estás iniciando en los rudimientos de una doctrina irreverente o emprendiendo un camino de crímenes. Es al contrario, más a menudo esa religión provoca acciones criminales e irreverentes"
Lucrecio